# 허위 고발
허위 고발, 허위 고소, 무고(誣告, false accusation)는 사실이 아니거나 사실에 의해 뒷받침되지 않는 불법 행위에 대한 주장 또는 주장이다. 이러한 상황은 다음과 같은 상황에서 발생할 수 있다.
- 비공식적으로 일상생활에서
- 준사법적으로
- 사법 (국가 작용)적으로

## 직장 내 집단 따돌림
직장 괴롭힘 연구소(Workplace Bullying Institute)의 2003년 조사에 따르면, 가장 일반적인 괴롭힘 수법에는 직원이 저지르지 않은 잘못에 대한 탓, 노려보거나 기타 적대적인 신체 언어, 무시하는 발언, "조용한 대우" 및 자의적인 "실수"를 만들어내는 행위가 포함되었다.

## 같이 보기
- 무고죄
- 흑색선전
- 비난
- 캔슬 컬처
- 명예훼손
- 재판의 오심
- 불법 감금
- 학대
- 거짓말
- 편집증
- 위증
- 피해자 비난